# 銀南乳魚
銀南乳魚，為輻鰭魚綱胡瓜魚目南乳魚科的其中一種。

## 分布
本魚僅分布紐西蘭，為特有種。

## 特徵
本魚體細長，體形略呈圓柱狀，頭部扁平。口大，背鰭遠在腹鰭之後，接近於身體後方約3/4體長的位置並和臀鰭相對稱；無脂鰭，背鰭軟條數10至12枚，尾鰭平整，不成分叉狀，體色為深綠色，上面具有金色的斑紋，形狀可能為線形、點狀、新月形甚至於環狀。

## 生態
本魚主要棲息在淡水，但為一廣鹽性魚類。

## 經濟利用
為當地重要的食用魚及遊釣魚種，但已被列入保護物種。

## 扩展阅读
維基物種上的相關：銀南乳魚